# 翁炳榮
翁炳榮（1923年1月20日—2018年），生于浙江杭州，臺南人，為大眾傳播從業人員暨作詞家，中國電視公司（中視）首任節目部經理。其父為第一位參與中國同盟會的台籍人士翁俊明。

## 生平
翁炳榮1923年生於浙江杭縣，1945年畢業於中國抗日戰爭時疏散到貴州的大夏大學。1945年10月25日中華民國接管臺灣後，翁炳榮擔任中央廣播事業管理處臺灣廣播電臺節目科科長，為台灣早期投身大眾傳播業的要員。1949年11月，中國廣播公司接收中央廣播事業管理處，中央廣播事業管理處正式走入歷史。1951年，翁炳榮因中廣組織改組，短暫擔任中廣副總編導；不久翁炳榮赴日本參加駐日美軍總部工作，此後長期留在日本，兼任中廣駐日代表，負責中廣的國際業務聯繫。1964年，亞洲廣播協會（今亞太廣播聯盟）成立，會址設於日本東京都；中廣是亞洲廣播協會會員，中廣透過翁炳榮來維持其與亞洲廣播協會的良好關係。翁炳榮在日本期間一直保持與日本廣播電視業界的接觸，親眼見證日本大眾傳播業從廣播發展到電視的過程，也有深度接觸日本廣播電視節目工程。1967年，中廣總經理黎世芬訪問東京都，翁炳榮向黎世芬建議中廣創辦台灣第二家電視台，此即中視的起源。1969年7月，翁炳榮返回台灣，擔任中視節目部經理。1975年，翁炳榮協助英屬香港佳藝電視的創建。1989年，翁炳榮受正大集團董事長謝國民延攬，擔任正大綜藝公司董事長。2006年，翁炳榮自正大綜藝公司董事長職位退休。
翁炳榮曾任中國電視週刊社社長，曾製作中視第一部連續劇《晶晶》，曾為中視第三部連續劇《春雷》創作其主題曲〈春雷〉的歌詞，曾為中国中央电视台综艺节目《正大综艺》創作其主题曲〈爱的奉献〉的歌詞。翁炳榮與其妻劉雲娥育有一子一女：子翁祖模是建築師，女翁倩玉是藝人。翁炳榮曾為翁倩玉所演唱的多首歌曲作詞，包括〈珊瑚戀〉、〈祈禱〉等。翁炳榮的媳婦翁靜玉為就業情報資訊創辦人兼董事長。
2014年5月12日，翁炳榮發表回憶錄《我與廣播電視：兩岸三地廣電推手翁炳榮回憶錄》。翁倩玉在該書發表會上說，翁炳榮是談判高手，當年只用1美元就讓日本放送協會（NHK）轉讓一部轉播車。
2018年去世，享壽95歲。

## 作品
製作
- 中視連續劇《晶晶》
- 中視音樂歌唱節目《萬紫千紅》，每星期日播出，張帝與鄭秀英主持，每月最後一集播出〈翁倩玉之聲〉[5]。

著作
- 翁炳榮著，《我與廣播電視：兩岸三地廣電推手翁炳榮回憶錄》，就業情報資訊2014年初版，ISBN 9789578645448。